# دیالیز
دیالیز (به انگلیسی: dialysis) یا تراکافت روشی پزشکی است که وقتی کلیه‌های انسان درست کار نمی‌کنند، به کمک بدن می‌آید. کار اصلی کلیه‌ها پاک کردن خون از مواد زاید و آب اضافی است، اما اگر کلیه‌ها ناتوان شوند این مواد خطرناک در خون جمع می‌شوند و زندگی فرد را تهدید می‌کنند. دیالیز با استفاده از دستگاه یا غشای ویژه‌ای این مواد زاید و مایعات اضافی را از خون جدا می‌کند و جایگزین بخشی از کار کلیه‌ها می‌شود. به زبان ساده، می‌توان دیالیز را مثل یک فیلتر یا صافی بیرونی دانست که خون از آن عبور می‌کند تا تمیز شود.
علت وجودی دیالیز این است که بیماران دچار نارسایی کلیه بتوانند تا زمان پیوند کلیه یا بهبود وضعیت، زنده بمانند و کیفیت زندگی‌شان حفظ شود. بدون دیالیز، سموم و نمک‌ها در خون این بیماران به سرعت بالا می‌رود و باعث مشکلات جدی مانند خستگی شدید، ورم، نارسایی قلب و حتی مرگ می‌شود.
کاربرد اصلی دیالیز در درمان نارسایی حاد یا مزمن کلیه است، اما گاهی در مسمومیت‌های شدید یا مصرف بیش از حد داروها هم به کار می‌رود تا مواد سمی سریع‌تر از خون خارج شوند. این روش به بیماران امکان می‌دهد حتی بدون کارکرد طبیعی کلیه هم بتوانند سال‌ها زندگی کنند، هرچند انجام مکرر آن سخت و زمان‌بر است.
تراکافت به‌طور کلی فرایندی است که در آن ترکیب مواد حل‌شونده در یک محلول با در معرض قرار گرفتن با محلول دیگر که از طریق غشای نیمه‌تراوا از هم جدا شده‌اند، تغییر می‌کند. مولکول‌های آب و مواد با وزن مولکولی کم می‌توانند از منافذ غشا عبور کرده ولی مواد با وزن مولکولی زیاد مانند پروتئین‌ها نمی‌توانند عبور کنند. دیالیز در تصفیه خون بیماران دچار نارسایی کلیه استفاده می‌شود.

## دید کلی

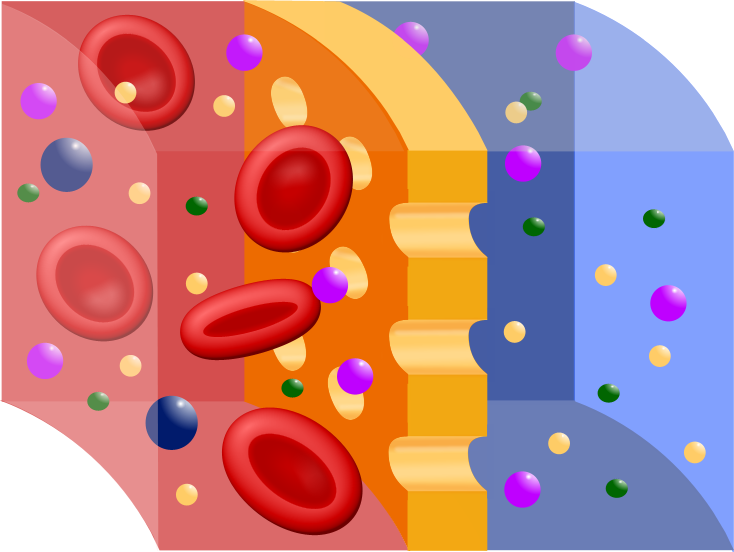
غشاء نیمه‌تراوا: سرخ= خون؛
آبی= مایع دیالیز؛ زرد = غشاء

دیالیز (تراکافت) در مبتلایان به نارسایی حاد کلیه وقتی سطح نیتروژن اوره در سرم خون(BUN) به ۱۰۰–۷۰ میلیگرم در دسی‌لیتر می‌رسد، یا هنگامی که کلیرانس کراتینین به کمتر از ۲۰–۱۵ میلی‌لیتر در دقیقه کاهش می‌یابد، شروع می‌شود. به مجموعه نشانه‌ها و علایمی که به علت آثار سمی افزایش مواد نیتروژنی و دیگر مواد زاید در خون ایجاد می‌شود، سندرم اورهمی میگویند. وضعیت عقلانی و روانی این بیماران تغییر می‌کند و عاقبت دچار گیجی شده و نهایتاً به اغما می‌روند. سندرم اورمی هنگامی قابل پیش‌بینی است که کلیرانس کراتینین از ۱۰ میلی‌لیتر در دقیقه به ازای ۱٫۷۳ متر مربع سطح بدن کمتر شود.
در دیالیز (تراکافت) انتخاب روش درمانی از بین همودیالیز، دیالیز صفاقی یا دیالیز پیوسته آهسته صورت می‌گیرد. همودیالیز شایعترین روش مورد استفاده در درمان نارسایی کلیه‌است. همودیالیز نسبت به روش‌های دیگر باعث ایجاد تغییرات سریعتری در سطح پلاسمایی مواد حل شونده و برداشت سریعتر آب اضافی تجمع یافته در بدن می‌شود. دیالیز صفاقی نسبت به همودیالیز در خروج مواد حل شونده خون ۸/۱ و در خارج کردن آب اضافی بدن ۴/۱ کارایی دارد ولی می‌تواند به‌طور مستمر ۲۴ ساعته مورد استفاده قرار گیرد. روش‌های پیوسته آهسته برتری آن پایداری بیشتر وضعیت همودینامیک بیمار است و نقطه ضعف آن ارائه آموزش خاص به پرستاران و گرانی آن است.

## روش همودیالیز
همودیالیز شایع‌ترین روش درمان جایگزین کلیه در بیماران کلیوی است. در این روش خونی که از یک مسیر عروقی ثابت یا موقتی بدست می‌آید با سرعت ۳۰۰ میلی لیتر در دقیقه یا بیشتر به درون مویرگهایی که از غشاهای نیمه مصنوعی ساخته شده‌اند، پمپ می‌گردد. در سمت مقابل، مایع دیالیز که حاوی کلراید سدیم، بی‌کربنات و غلظتهای مختلفی از پتاسیم است، حرکت می‌کند.
انتشار از طریق غشا این امکان را فراهم می‌آورد که مواد دارای وزن مولکولی کم مثل اوره بر اساس شیب غلظت از سز حرکت کنند. به همین ترتیب بی‌کربنات به سمت پلاسما انتشار می‌یابد.

## دیالیز صفاقی
دیالیز صفاقی یکی از شیوه‌های درمان جایگزینی کلیه‌است که تقریباً از دو دهه پیش رواج فزاینده‌ای یافته‌است که اساساً به دلیل سهولت و مناسب بودن و قیمت پایین آن است. در دیالیز صفاقی، انتقال آب و مواد حل شونده از خلال غشا که دو کمپارتمان حاوی مایع را از هم جدا می‌کند، انجام می‌شود. این دو کمپارتمان عبارت‌اند از: خون موجود در کاپیلرهای صفاقی که در نارسایی کلیه حاوی مقادیر بیشتری اوره، کراتینین، پتاسیم و… است و محلول دیالیز در حفره صفاقی که به‌طور معمول حاوی سدیم، کلر استات و لاکتات است که با غلظت بالای گلوکز هیپراسمولار شده‌است. غشای صفاق به عنوان یک صافی عمل می‌کند، واقعاً یک غشا هتروژن، نیمه تراوا و حاوی سوراخ‌ها در اندازه‌های مختلف است که آناتومی و فیزیولوژی پیچیده‌ای دارد.
جریان‌های انتقالی در انجام جایگزینی
انتشار: مواد حل شونده اورمیک و پتاسیم بر اساس شیب غلظت از مویرگ‌های خون صفاق به محلول دیالیز صفاقی منتشر می‌شوند در حالیکه گلوکز، لاکتات در مقیاس کمتر، کلسیم در مسیری معکوس از محلول دیالیز وارد خون می‌شوند.
اولترا فیلتراسیون: به‌طور هم‌زمان هیپراسمولار بودن نسبی محلول دیالیز صفاقی موجب اولترافیلتراسیون آب و همراه آن مواد حل شونده در آب از غشا می‌شود.
جذب: به‌طور هم‌زمان، یک جذب ثابت آب و مواد حل شونده از حفره صفاقی به‌طور مستقیم و غیرمستقیم به سیستم لنفاتیک وجود دارد.

## مشکلات اختصاصی در بیماران دیالیزی
افسردگی
افسردگی شایع‌ترین شکایت روانی در بیمارن دیالیزی است که پاسخی به واقعیت، ترس یا فقدانی موهوم است. تظاهرات آن شامل خلق افسرده پایدار، تصور و نگرشی ضعیف از خود و احساس ناامیدی است. افسردگی مهم‌ترین مشکل روانی است که در صورت عدم شناسایی یا درمان می‌تواند منجر به خودکشی یا قطع دیالیز شود.

## سوء تغذیه
سوء تغذیه یک مسئله نسبتاً رایج در بیمارانی است که به مدت طولانی دیالیز می‌شوند و تقریباً ۱/۳ (یک سوم) بیماران همودیالیزی و دیالیز صفاقی دچار آن هستند. سوء تغذیه می‌تواند ناشی از دریافت غذای کم، افزایش از دست دادن پروتئین باشد. آثار سو تغذیه زیاد است و شامل افزایش مرگ و میر و دفعات بستری در بیمارستان، خستگی و بازتوانی ضعیف است . 

## افزایش فشار خون
افزایش فشار خون به عنوان علت اصلی بستری و مرگ و میر بیمارن دیالیزی در نظر گرفته می‌شود. تخمین ما از خطر بیماری قلبی عروقی همراه با افزایش فشار خون شریانی در جمعیت دیالیزی بر اساس مطالعات طولانی مدت محدودی استوار است.
از عوارض دیگر موجود در بیماران دیالیز می‌توان به اختلالات خونی، اختلالات آندوکرین، بیماری استخوان و … اشاره کرد.